# Heteropternis obscurella
Heteropternis obscurella är en insektsart som först beskrevs av Blanchard 1853.  Heteropternis obscurella ingår i släktet Heteropternis och familjen gräshoppor. Inga underarter finns listade i Catalogue of Life.

## Bildgalleri

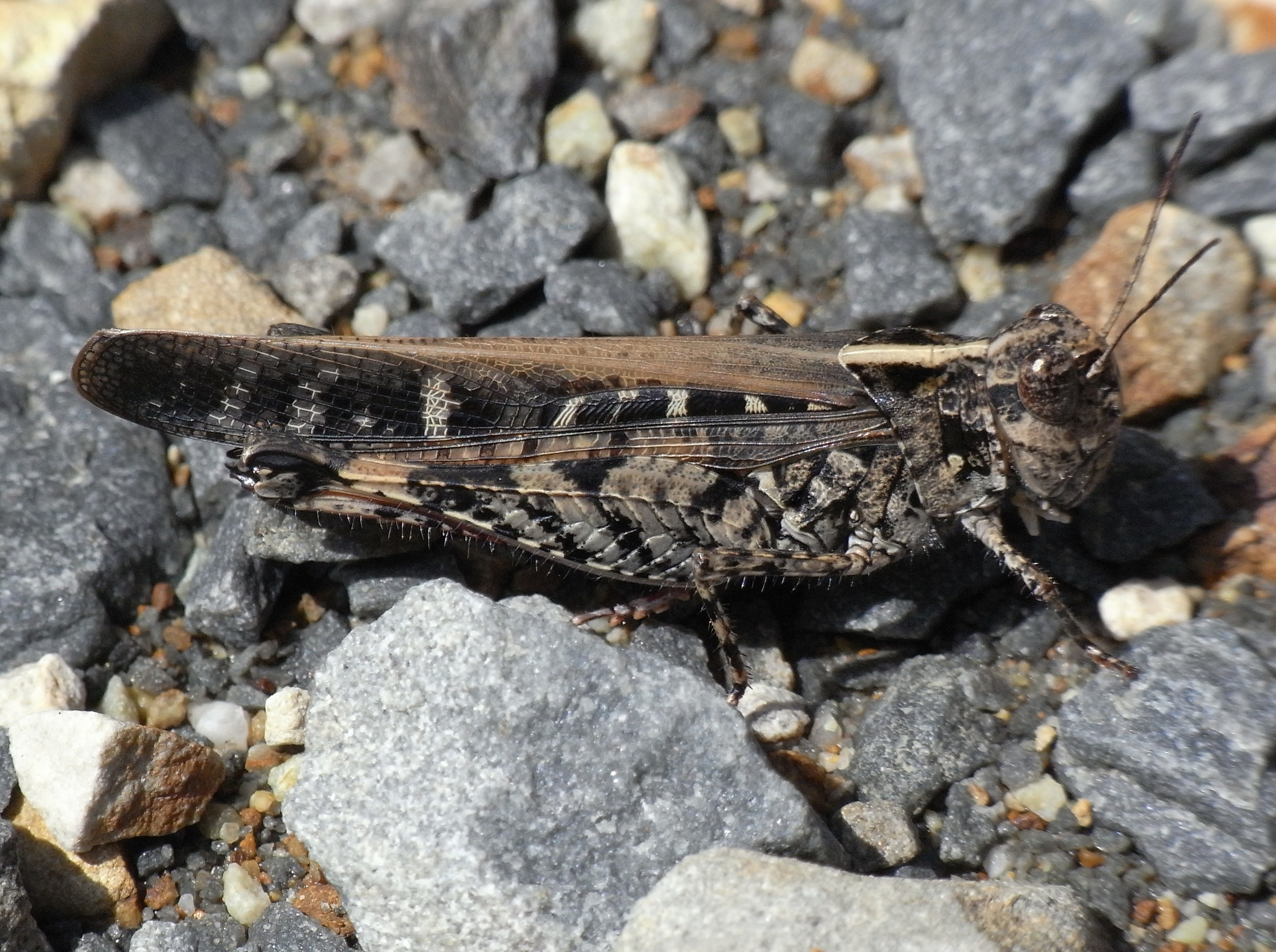
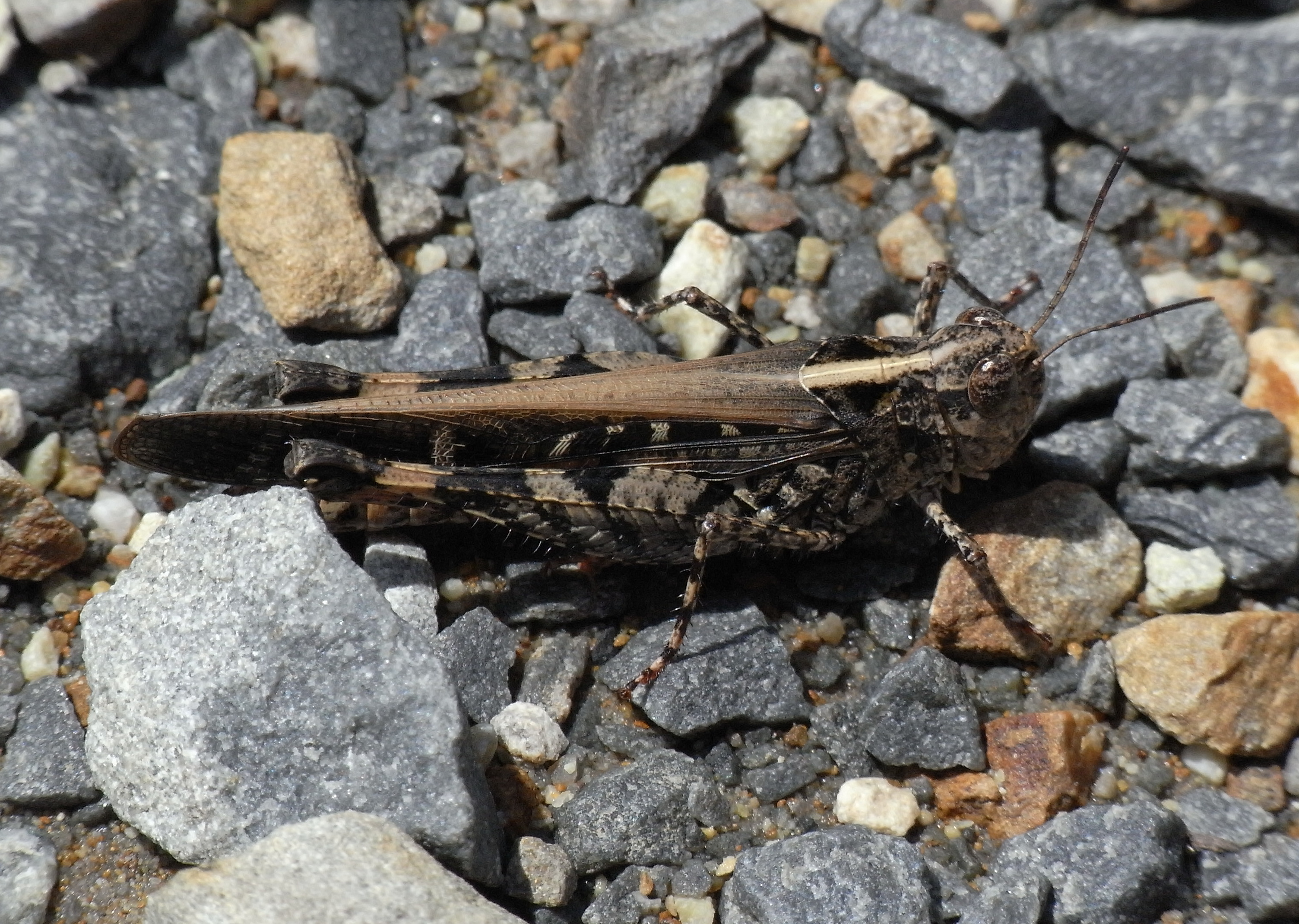